# Третьяков Григорій Іванович
Григорій Іванович Третьяков (Третяков) (лютий 1909 — 27 грудня 1992, місто Київ) —  український радянський державний діяч, міністр комунального господарства Української РСР, начальник відділу житлового і комунального господарства Держплану УРСР. Кандидат у члени ЦК КПУ в березні 1954 — лютому 1960 року. Депутат Верховної Ради УРСР 4-го скликання.

## Життєпис
Член ВКП(б) з 1931 року.
На 1947—1949 роки — заступник голови виконавчого комітету Київської міської ради депутатів трудящих.
У вересні 1949 — 1952 року — секретар Київського міського комітету КП(б)У.
У 1952 (затв. у січні 1953) — березні 1953 року — завідувач відділу будівництва і будівельних матеріалів Київського обласного комітету КПУ.
25 березня 1953 — 31 травня 1957 року — міністр комунального господарства Української РСР.
У червні 1957 — серпні 1958 року — 1-й заступник голови Ради народного господарства (раднаргоспу) Вінницького економічного адміністративного району.
14 серпня 1958 — квітні 1959 року — начальник відділу житлового і комунального господарства Державної планової комісії (Держплану) Ради Міністрів Української РСР — міністр Української РСР.
У квітні 1959 — після 1976 року — начальник відділу житлового і комунального (міського) господарства; начальник відділу житлового, комунального господарства і розвитку міст Держплану Ради Міністрів Української РСР.

## Нагороди
- орден Трудового Червоного Прапора (7.04.1976)
- ордени
- медалі
- Заслужений будівельник Української РСР (28.08.1975)
- Почесна грамота Президії Верховної Ради Української РСР (27.02.1969)